# Station Barrow-in-Furness
Barrow-in-Furness is een spoorwegstation in Engeland. Het station is de terminus van de Furness Line en de Cumbrian Coast Line. 